# Рајан Фредерикс
Рајан Марлоу Фредерикс (енгл. Ryan Marlowe Fredericks; 10. октобар 1992) енглески је фудбалер који игра на позицији десног бека. Тренутно наступа за Вест Хем јунајтед.